# Teste Q
Em estatística, na análise de delineamentos em blocos aleatorizados em que a variável de resposta pode assumir apenas dois valores possíveis (codificados como 0 e 1), o teste Q de Cochran é um teste estatístico não paramétrico para verificar se {\displaystyle k} tratamentos têm efeitos idênticos. Recebe este nome em homenagem ao estatístico escocês William Gemmell Cochran. O teste Q de Cochran não deve ser confundido com o teste C de Cochran, que é um teste para valores atípicos de variância. Em termos menos técnicos, o teste Q exige apenas que haja uma resposta binária (sucesso ou fracasso, 1 ou 0) e que haja dois ou mais grupos pareados (grupos do mesmo tamanho). O teste avalia se a proporção de sucessos é a mesma entre os grupos. É frequentemente usado para avaliar se diferentes observadores do mesmo fenômenos têm resultados consistentes quando comparados entre si, ou seja, estudar a variabilidade entre observadores 

## Plano de fundo
O teste Q de Cochran assume que há {\displaystyle k} tratamentos, sendo {\displaystyle k>2}, e que as observações estão dispostas em {\displaystyle b} blocos, isto é,
|                         | Tratamento 1            | Tratamento 2            | {\displaystyle \cdots } | Tratamento k            |
| ----------------------- | ----------------------- | ----------------------- | ----------------------- | ----------------------- |
| Bloco 1                 | X11                     | X12                     | {\displaystyle \cdots } | X1k                     |
| Bloco 2                 | X21                     | X22                     | {\displaystyle \cdots } | X2k                     |
| Bloco 3                 | X31                     | X32                     | {\displaystyle \cdots } | X3k                     |
| {\displaystyle \vdots } | {\displaystyle \vdots } | {\displaystyle \vdots } | {\displaystyle \ddots } | {\displaystyle \vdots } |
| Bloco b                 | Xb1                     | Xb2                     | {\displaystyle \cdots } | Xbk                     |

## Descrição
O resultado do teste Q de Cochran pode ser:
{\displaystyle H_{0}}: Os tratamentos são igualmente efetivos;
{\displaystyle H_{a}}: Há uma diferença de efetividade entre os tratamentos.
A fórmula do teste Q é:
{\displaystyle T=k\left(k-1\right){\frac {\sum \limits _{j=1}^{k}\left(X_{\bullet j}-{\frac {N}{k}}\right)^{2}}{\sum \limits _{i=1}^{b}X_{i\bullet }\left(k-X_{i\bullet }\right)}}}
em que
{\displaystyle k} é o número de tratamentos;
{\displaystyle X_{\bullet j}} é total da coluna para o {\displaystyle j}-ésimo tratamento;
{\displaystyle b} é o número de blocos;
{\displaystyle X_{i\bullet }} é o total da linha para o {\displaystyle i}-ésimo bloco;
{\displaystyle N} é o total da tabela.

## Região crítica
Para um nível de significância {\displaystyle \alpha }, a região crítica é
{\displaystyle T>\chi _{1-\alpha ,k-1}^{2}}
em que {\displaystyle \chi _{1-\alpha ,k-1}^{2}} é o {\displaystyle (1-\alpha )}-quantil do qui-quadrado com {\displaystyle k-1} graus de liberdade. A hipótese nula é rejeitada se a estatística do teste estiver na região crítica. Se o teste Q de Cochran rejeita a hipótese nula para tratamentos igualmente efetivos, podem ser feitas comparações múltiplas par a par pela aplicação de teste Q em dois tratamentos de interesse.

## Pressupostos
O teste Q de Cochran é baseado nos seguintes pressupostos:
1. Uma grande aproximação de amostras; em particular, pressupõe-se que {\displaystyle b} é "grande";
2. Os blocos foram aleatoriamente selecionados a partir da população de todos os blocos possíveis;
3. Os valores observados dos tratamentos podem ser codificados como respostas binárias (isto é, 0 ou 1) em uma forma que é comum a todos os tratamentos no interior de cada bloco.

## Testes relacionados
- Quando se usa este tipo de delineamento para uma resposta que não é binária, mas ordinal ou contínua, emprega-se o teste de Friedman ou os testes de Durbin.
- O caso em que há exatamente dois tratamentos é equivalente ao teste de McNemar, que é por sua vez equivalente ao teste do sinal bicaudal.